# ロフストロムループ

ループの模式図。赤い線は可動するループで、青い線は固定ケーブル。

ロフストロムループ(英：Lofstrom loop)またはローンチループ(英：launch loop)とは、上空に持ち上げられた移動ケーブルを用いて、 軌道上に宇宙機や人工衛星を打ち上げるために提案されたシステムである。アメリカの電気技師Keith Lofstromによって考案された。 
長さは約2000km、高度は最大80kmほどの動的な構造の磁気浮上式ケーブル輸送システムである。   
ロフストロムループのケーブルは、構造物の周りを循環するベルトの運動量によって高度が保持される。この循環は構造の重量を各端にある1組の磁気ベアリングに伝達する。 
この運動法則については鎖の噴水現象を参照のこと。 
ロフストロムループが実現した場合ロケット以外の打ち上げ方式が可能になる。重さ5トンの宇宙機を電磁的に加速させることで軌道上にまで飛ばせると見られている。上空の加速トラックを形成するケーブルの平坦な部分から発射されることによって達成される。 
このシステムは宇宙旅行、宇宙開発、宇宙移民のために人間を打ち上げるのに適した設計になっており、比較的負担の少ない3G程度の加速で済む 。 

## 歴史
ロフストロムループは、1981年11月の米国天文学会ニュースレターの読者フォーラム、および1982年8月のL5協会ニュースでKeith Lofstromによって説明された。 
1982年、 イギリスの作家ポール・バーチは英国惑星間協会誌で軌道リングについての一連の論文を公表し、パーシャルオービタルリングシステム（部分軌道リングシステム、Partial Orbital Ring System，PORS）と呼ばれるアイデアを説明した。このシステムは地球の軌道を一周するリングを作るのではなく、ケーブルの一部のみが軌道上に飛び出しているような構造である  。ロフストロムループのアイデアは1983年から1985年頃にロフストロムにより詳細に検討された。   これは人間を宇宙に打ち上げるのに適した磁気浮上加速を形成するために特別に配置されたPORSの肉付きバージョンである。バーチの軌道リングが超伝導磁気浮上を使用したのに対し、ロフストロムループは電磁サスペンション （EMS）を使用している。 

## 概要

ロフストロムループの加速器の構造（帰還用のケーブルは表示されていない)

ロフストロムループは長さ2000km、高度80kmの構造と提案されている。ループは地上の加速器から高度80kmまで登り地球に沿って2000kmを走り、その後地表に降りてから逆進経路を辿り出発点に戻る。ループは鞘(Sheath)とローター(Rotor、回転体)の二重構造になっている。 鞘の内部にあるのが、鎖の噴水現象におけるチェーンの役割を果たすローターという別のチューブである。ローターは直径約5cmの鉄管で、14km/s（時速50,400キロメートル）でループを回転しつづける 。 

### 上空に滞在する機構
静止しているときループは地上にある。その後ローターが加速され、速度が上がると同時に曲線を描いて円弧を形成する。構造体は放物線の軌跡をたどろうとするローターの力によって保持される。構造体の高さを80kmに制限するために、地上のアンカーが構造体を引っ張っている。 ローターを鞘の中でループさせ続けなければ構造体を持ち上げられないので、継続的な電力供給が必要になる。 これとは別に、打ち上げられた宇宙機に動力を供給するにもエネルギーが必要になる 。 

### ペイロードの発射
打ち上げの際は、車両は上昇用ケーブル (ループ模式図中の"West Incline")で高度80kmの西側の積み込みドック (ループ模式図中の"West Station")まで持ち上げられ、ケーブルに沿って敷設されているレール上に配置される。 
ペイロード(貨物)は磁場を発し、高速回転するローターに渦電流を発生させる。 これによりペイロードがレールから持ち上げられ、3 g （30m /s²）の加速と共に推進される。 ペイロードは必要な軌道速度に達するとレールを離れる 。この加速方法は、磁気浮上式リニアモーターカーと同じである。 
安定した軌道または円軌道が必要な場合、ペイロードが軌道の最高部分に到達すると、適切な軌道に上昇するためにロケットエンジンやその他の手段が必要になる。 
渦電流技術はコンパクトで軽量で強力だが効率的ではない。 打ち上げごとにローターの温度は電力消費により80 ケルビン上昇する。 発射の間隔が多すぎる場合、ローターの温度は770℃（1043 K）に近づくことがある。この温度になった時点で、鉄製のローターは強磁性を失い、ローターの封じ込めが失われる 。 

### 容量と機能
ペイロードは高度80 kmで放たれると、高度80 kmを近点とする楕円軌道を描き、放っておけばすぐに減衰して地表に向けて再突入する。何らかの方法でさらに軌道を変えることで、ペイロードを脱出軌道に直接投入することも、 月を通過する重力支援軌道や、トロヤ群の近くなどの閉じた軌道にも飛ばすことができる。 
ロフストロムループを使用して円軌道に到達するには、ペイロードに比較的小さな上段キックモーターを搭載する必要がある。ペイロードは軌道上の遠点でキックモーターを起動し、円軌道にまで登る。対地同期軌道(GEO)の場合、約1.6 km / sのデルタVを用意する必要がある。 低軌道(LEO)を500 kmで循環するには、わずか120 m / sのデルタVが必要である。従来のロケットでは、GEOとLEOにそれぞれ到達するのに約14 km / sと10 km / sのデルタVが必要である 。 
ロフストロムループは赤道の近くに配置され 、赤道軌道にのみ直接アクセスできる。ただし他の軌道面には、高高度面での変更、月の摂動、または空力技術を使うことで到達可能な場合がある。 
ロフストロムープの発射速度容量は、最終的にローターの温度と冷却速度によって1時間あたり80回に制限され、17 GWの発電所が必要になる。より控えめな500MWの発電所であれば1日に35回の打ち上げが可能である 。 

### 経済
ロフストロムループを経済的に実行可能にするためには、十分に大きなペイロード打ち上げ要件を持つ顧客や利用者が必要である。 
ロフストロムループは1年で約100億ドル分の貨物を打ち上げた場合、年間40,000トンを打ち上げ、打ち上げコストを300ドル/ kgにまで削減できると見積もられている。 発電容量が大きい年間300億ドルの場合、ループは年間600万トンを発射することができ、5年間の回収期間を考えると、ロフストロムループで宇宙にアクセスするためのコストはわずか3ドル/ kgになると見積もられている 。 

## 比較

### ロフストロムループの利点
軌道エレベータと比較した場合、新しい高張力材料を開発する必要はない。構造は、引っ張り強度ではなく、運動しているループの運動エネルギーで自重を支えることで地球の重力に抵抗する。 
ロフストロムループは、高い頻度（天候に影響されず、1時間当たりに複数回）で打ち上げられることが期待されており、大気が汚染されない。一方既存のロケットは、排気温度が高いために排気中に硝酸塩などの汚染物質を生成し、推進剤の選択によっては温室効果ガスを生成する可能性がある。 電気推進の形態としてロフストロムループはクリーンであり、地熱、原子力、風力、太陽光、または断続的なものを含む他の電源で実行できる、システムには膨大な電力貯蔵能力が組み込まれている。 
ヴァン・アレン帯を数日間移動しなければならない軌道エレベータとは異なり、ロフストロムループの乗客は高度2000kmの低軌道に打ち上げられるか、数時間で乗り越えられる 。 
全長にわたってスペースデブリや隕石の危険にさらされる宇宙エレベーターとは異なり、発射ループは、空気抵抗により軌道が不安定な高度に配置される。 破片は持続しないため、構造に影響を与えるのは1回だけである。 宇宙エレベーターの崩壊期間は数年程度であると予想されるが、このようなループの損傷または崩壊はまれであると予想される。 さらに、ロフストロムループ自体は、事故が発生してもスペースデブリの重要な発生源にはならない。 生成されたすべての破片には、大気と干渉するか、脱出速度にある近地点があるためである。 
ロフストロムループは人間の輸送を目的としており、安全な3 gの加速を実現する。これは大部分の人々が十分に耐えることができ 、宇宙エレベーターよりもはるかに高速に宇宙に到達する方法である。 
ロフストロムループは動作が静かで、ロケットとは異なり、周囲に騒音を引き起こさない。 
輸送コストの大幅なコストダウンコストは大規模な商業宇宙観光 、さらには宇宙移民などへ活用できる。

### ロフストロムループの難しさ
実行中のループは、その線形運動量に非常に大量のエネルギーを持つ。 磁気懸架システムは非常に冗長であり、小規模の故障は本質的には影響を与えないが、大きな故障が発生した場合、ループ内のエネルギー（1.5×10 15 ジュールまたは1.5ペタジュール）は、放射線こそ放出しないが核兵器（350キロトンのTNT換算）の爆発並みである。 
これは膨大なエネルギーだが、ループの構造自体が非常に大きいために構造の大部分が破壊される可能性は低く、ほとんどのエネルギーは障害が検出されたときに事前に選択した場所へ意図的に放出される。パラシュートの使用などにより、ケーブルを高度80kmから最小限の損傷で下げることが必要になる場合はある。 
したがって安全性と軌道力学上の理由でロフストロムループは、居住地から十分離れた赤道近くの海上に設置することを目的としている。 
公開されたロフストロムループの設計では、電力の消費を最小限に抑え、それ以外の場合は減衰不足のケーブルを安定させるために、磁気浮上の電子制御が必要である。 
不安定性の2つの主な原因箇所は、方向転換セクションとケーブルである。 
磁石からローターが離れると磁気吸引力を低下させ、反対に近づくと増加させ、どちらも方向転換セクションを不安定にする。  通常この問題は、磁石の強度を変化させる既存のサーボ制御システムにより解決されている。 サーボの信頼性は潜在的な問題だが、高速なローターは、ローターの封じ込めが失われるには非常に多くの連続したセクションが故障する必要がある。 
ケーブルセクションもこの問題もつが、力は比較するとはるかに小さい  。しかし、ケーブル/鞘/ローターが（ ラリアットチェーンと同様に） 蛇行状態になり、振幅が制限なく増加することによる不安定性が存在する。 ロフストロムは、これもサーボ機構によってリアルタイムで制御できると考えているが、実際に試みられたことはまだない。 

### 競合および類似の設計
ロシア出身の科学者Alexander Bolonkinの作品では、ロフストロムの計画には多くの未解決の問題があり、現在の技術とはかけ離れていることが示唆されている    。たとえば、ロフストロムの計画には、1.5メートルの鉄板の間に伸縮継手がある。 それらの速度（重力下、摩擦下）は異なる可能性があり、ボロンキンはチューブに食い込む可能性があると主張している   。また、直径28kmの方向転換セクションに掛かる力と摩擦は巨大である。 2008年、ボロンキンは、現在の技術でも適した方法で宇宙機器を打ち上げるための単純な回転閉ループケーブルを提案した。 
別のプロジェクトであるスペースケーブルは、 ジョン・ナップマンによる更に小さな設計で、従来のロケットの打ち上げ支援と軌道外の観光を目的としている。 スペースケーブルの設計では、ロフストロムループアーキテクチャのように、連続したローターではなく、個別のボルトを使用する。 ジョン・ナップマンはまた、蛇行不安定性を制御することができることを数学的に示した 。 
スカイフックは、別の発射システムの概念である。 スカイフックは、回転する場合と回転しない場合がある。 回転しないスカイフックは、 低い地球軌道から地球の大気から少し上にまで垂れ下がっている（スカイフックのケーブルは地球に接続されていない）。  回転するスカイフックでは、この設計を変更してケーブル全体が重心の周りを回転し、下端の速度を小さくする。 これの利点は、回転するスカイフックの下端へ向けた発射体の速度をさらに小さくでき、ペイロードがさらに大きくでき、発射コストを削減できることである。 これの2つの欠点は、到着する打ち上げロケットが回転するスカイフックの下端に接続するために利用できる時間が大幅に短縮されること（約3〜5秒）と、目的地の軌道の選択肢が少ないことである、 

## 参照資料
1. ↑  Robert L. Forward, Indistinguishable from Magic, chapter 4.
2. 1 2 3 4 5 6 7 8 9 10 11 12 13  PDF version of Lofstrom's 1985 launch loop publication (AIAA conference)
3. ↑  December 1983 Analog magazine
4. ↑  Launch Loop slides for the ISDC2002 conference
5. ↑  New scientist: First floor deadly radiation
6. ↑  Bolonkin, A.A., Non-Rocket Space Launch and Flight, Elsevier, 2006, 488 pgs.
7. ↑  Paper IAC-2-IAA-1.3.03 by A. Bolonkin at the World Space Congress – 2002, 10–12 October, Houston, TX, USA.
8. ↑  Journal of the British Interplanetary Society, Vol. 56, 2003, No.9/10, pp.314-327
9. ↑  Bolonkin A.A., New Concepts, Ideas, and Innovations in Aerospace, Technology and Human Science, NOVA, 2008, 400 pgs.
10. ↑  Space Cable
11. ↑  Smitherman, D. V., "Space Elevators, An Advanced Earth-Space Infrastructure for the New Millennium", NASA/CP-2000-210429